# Synagoga w Ocala
Synagoga w Ocala – była prywatna synagoga położona w mieście Ocala na Florydzie. Świątynia została założona w 1888 roku jako kościół protestancki. Przez lata budynek pełnił role głównego miejsca spotkań chrześcijan z lokalnej wspólnoty.
W 1963 roku kościół został kupiony przez lokalną gminę żydowską i zamienioną na synagogę B'nai Darom. Przez ponad 10 lat w byłym budynku kościoła odbywały się regularnie nabożeństwa oraz spotkania kworów modlitewnych.
W 1976 roku władze wspólnoty żydowskiej postawiły się przenieść do synagogi położonej w centrum Ocala, a budynek zaadaptowanej synagogi został ponownie oddany lokalnej wspólnocie chrześcijańskiej. Obecnie budynek funkcjonuje znów jako kościół.
W 1989 roku budynek byłej synagogi w Ocala został wpisany na amerykańską listę dziedzictwa narodowego.